# 斯拉夫莫利塞语
斯拉夫莫利塞语，又称莫利塞斯拉夫语，是莫利塞克罗地亚人使用的克罗地亚语方言，2010年有约1,000人使用，人口分布于意大利的莫利塞大区，属于斯拉夫语族的南斯拉夫语支。